# Мотокава, Коити
Коити Мотокава (яп. 本川 弘一; 1903—1971) — японский физиолог, президент Университета Тохоку.

## Биография
Окончил медицинский факультет Токийского Императорского университета (1929). Степень доктора медицины (1939). Ученик профессора Кунихико Хасиды. Доцент в Токийском университете (1929—1940). Профессор медицинского факультета Императорского университета Тохоку (с 1940). 12-й президент Университета Тохоку (1965—1971).
Мировой авторитет в области электрофизиологии. Получил премию газеты Асахи (1954) за «Изучение цветовых ощущений», премию Академии наук Японии (1954) за «Исследования в области электроэнцефалографии».